# Caridade do Piauí
Caridade do Piauí est une municipalité brésilienne située dans l'État du Piauí.